# Tatzeit
Die Tatzeit bezeichnet im Strafrecht den Zeitpunkt oder Zeitraum, in welchem eine Straftat begangen wird.

## Allgemeines
Maßgebend ist derjenige Zeitpunkt, zu dem der Täter eine Handlung vornimmt, die den Tatbestand verwirklicht (bei Tätigkeitsdelikten) oder verwirklichen soll (bei Erfolgsdelikten). Die Tatzeit erstreckt sich auf die gesamte Zeit des vorwerfbaren und zurechenbaren Tätigwerdens, sie reicht bei Dauerdelikten (Freiheitsberaubung: § 239 StGB, Gefährdung des Straßenverkehrs: § 315c StGB, Trunkenheit im Verkehr: § 316 StGB) bis zum Abschluss des vorwerfbaren Dauerverhaltens.
Tatort und Tatzeit sind Kern des Deliktsstadiums. Auf sie konzentrieren sich Spurenlage und Zeugen (Tatort); sie geben Auskunft darüber, ob jemand als Täter in Frage kommt oder nicht (Tatzeit). Viel wahrscheinlicher ist, dass jemand der Täter ist, der zur Tatzeit am Tatort war, als dass jemand der Täter ist, der nicht zur Tatzeit am Tatort war. Wer zur Tatzeit nicht am Tatort war, kommt als Täter nur dann in Betracht, wenn er Mittäter oder Tatmittler ist oder eine ferngesteuerte Vorrichtung benutzt wurde. Das Alter des Täters zur Tatzeit wiederum entscheidet darüber, ob jemand bestraft werden kann oder nicht. Kann ein Verdächtiger während der Tatzeit ein Alibi vorweisen, kommt er als Täter nicht in Betracht.

## Rechtsfragen
Eine Straftat ist gemäß § 8 StGB zu der Zeit begangen, zu welcher der Täter oder der Teilnehmer gehandelt hat oder im Falle des Unterlassens hätte handeln müssen. Diese festgestellte Tatzeit ist in aller Regel für den Angeklagten wichtig zur Vorbereitung seiner Verteidigung in der Richtung, ob er zu der behaupteten Zeit überhaupt am Tatort gewesen sein könne. Die Tatzeit ist auch von Bedeutung für die Strafmündigkeit des Straftäters. Das Gesetz spricht jedoch nicht von der Tatzeit, sondern vom Zeitpunkt der Tat oder der Begehung der Tat.

### Schuldunfähigkeit
Absolut schuldunfähig sind nach § 19 StGB Kinder, die im Zeitpunkt der Tat noch nicht 14 Jahre alt sind. Hier wird – ohne Rücksicht auf ihren individuellen Entwicklungsstand – das Vorhandensein der Schuldunfähigkeit unwiderlegbar vermutet. Eine Person, die zur Tatzeit mindestens 14 Jahre, aber noch nicht 18 Jahre alt ist (Jugendlicher im Sinne des § 1 Abs. 2 JGG), ist zwar – im Umkehrschluss aus § 19 StGB – generell schuldfähig. Nach § 3 Satz 1 JGG ist Schuldfähigkeit hierbei jedoch positiv festzustellen (bedingte Schuldfähigkeit). Der Jugendliche muss nach seiner geistigen und sittlichen Entwicklung reif genug sein, um das Unrecht seiner Tat einzusehen und nach dieser Einsicht zu handeln. Ab dem 18. Lebensjahr tritt volle Schuldfähigkeit ein, sofern nicht Anhaltspunkte für das Gegenteil vorliegen. In § 20 StGB wird bestimmt, wann ausnahmsweise Schuldunfähigkeit, in § 21 StGB wann ausnahmsweise erheblich verminderte Schuld vorliegt. 
Ist der Täter „bei Begehung der Tat“ (§§ 19, 20 StGB) schuldunfähig, so kann er mangels Schuld wegen dieser Tat nicht bestraft werden. Nach § 21 StGB kann wegen verminderter Schuld die Strafe gemildert werden (fakultativer Strafmilderungsgrund nach § 49 Abs. 1 StGB), wenn bei erhaltener Einsichtsfähigkeit die Fähigkeit des Täters, sein Verhalten entsprechend zu steuern, wegen eines der in § 20 StGB genannten Merkmale erheblich vermindert war.

### Deliktsstadium
Im Deliktsstadium fällt die Tatzeit in den Zeitpunkt, an dem der Täter zur Verwirklichung des Tatbestands unmittelbar ansetzt, also keine weiteren Vorbereitungshandlungen mehr bis zur Tatbestandsverwirklichung erforderlich sind. § 200 Abs. 1 Satz 1 StPO nennt Tatzeit und Tatort als Konkretisierungsmerkmale, jedoch stehen diese Merkmale nicht allein. Andere Umstände, insbesondere Einzelheiten der Tatbegehung, dienen ebenfalls der Tatkonkretisierung. Tatzeit und Tatort als Umgrenzungsmerkmale können dadurch ergänzt oder ersetzt werden. Vom Tatrichter zu beachten ist ein tatzeitnaher Genuss von Rausch- und Betäubungsmitteln (z. B. Alkohol, Drogen).
Während der Tatzeit entsteht gegebenenfalls ein Personen- und/oder Sachschaden, der bei der Strafzumessung eine Rolle spielen kann (etwa Körperverletzung, Sachbeschädigung). Ein „wasserdichtes“ Alibi schließt Verdächtige als Straftäter aus. Der Alibi-Beweis beruht auf dem sicheren Erfahrungssatz, dass niemand gleichzeitig an zwei verschiedenen Orten sein kann, und der Annahme, dass niemand der Täter sein kann, der nicht zur Tatzeit am Tatort war. Die letztere Annahme ist jedoch probabilistisch, da sich jemand am Tatort aufhalten kann, aber mit der Tat nichts zu tun hat oder jemand die Tat begangen haben kann, der sich nicht am Tatort befand.

## Ende der Tatzeit
Gemäß § 2 Abs. 1 StGB bestimmen sich die Strafe und ihre Nebenfolgen (Nebenstrafen) nach dem Gesetz, das zur Tatzeit gilt. Wird gemäß § 2 Abs. 3 StGB das Gesetz, das bei Beendigung der Tat gilt, vor der Gerichtsentscheidung geändert, so ist das mildeste Gesetz anzuwenden (lateinisch Lex mitior). Die Beendigung der Straftat fällt oft mit dem Ende der Tatzeit, also mit dem Abschluss des Tatgeschehens, zusammen. Deshalb spielt die Tatzeit auch bei der Verjährung eine Rolle. Die Verjährung beginnt, sobald die Tat beendet ist (§ 78a StGB). Tritt ein zum Tatbestand gehörender Taterfolg erst später ein, so beginnt die Verjährung mit diesem Zeitpunkt (§ 78a StGB). Die Verfolgungsverjährung ist für alle Straftaten – außer für Mord und Völkermord – in § 78 Abs. 3 StGB geregelt. Ist die Straftat verjährt, darf sie nicht mehr durch die Strafverfolgungsbehörden verfolgt und nicht mehr zur Anklage gebracht werden. Die Verjährung ist von Amts wegen zu berücksichtigen.